# Троицкая улица (Тверь)
Тро́ицкая улица (в 1919—1993 годах — улица Э́нгельса) — улица в Центральном районе Твери. Находится в исторической части города Затьмачье.

## Расположение
Троицкая улица начинается от набережной реки Тьмаки и продолжается в юго-западном направлении. Пересекает улицы Ефимова и Дмитрия Донского и выходит к храму Белая Троица, где пересекает переулок Трудолюбия. После небольшого сдвига улица продолжается в том же направлении, пересекает Беляковский переулок и упирается в 1-й Головинский вал, где переходит в Тихвинскую.
Общая протяжённость Троицкой улицы составляет более 1 км.

## История
Троицкая улица была проведена во время регулярной планировки Затьмачья в 1770-х годах через храм Белая Троица. Впервые обозначена на карте 1777 года.
Название получила в честь Троицкого храма.
Улица застраивалась одно- и двухэтажными жилыми домами, главным образом деревянными, но встречались и каменные. Из построек XVIII века к настоящему времени сохранились только одноэтажный каменный дом № 18 (частично) и городская усадьба дом № 33. Большая часть улицы домов построена в XIX и в начале XX века.
В 1919 году улицу переименовали в улицу Энгельса. В 1930-х гг. появился тупик, отходящий от Головинского вала на восток. Там было построено 2 частных дома. Впоследствии к концу тупика продлили Троицкую улицу. В 1956 году был построен трёхэтажный кирпичный жилой дом № 2а.
В 1993 году улице было возвращено историческое название.
В конце 2000-х годов на углу с улицей Ефимова завершилось строительство двухэтажного жилого дома № 25.

## Здания и сооружения
Здания и сооружения улицы, являющиеся объектами культурного наследия:
- Дома 4, 9, 12, 18, 20, 27, 33, 36, 39 — памятники архитектуры с названием «дом жилой»;
- Дом 14 — дом Беляковых;
- Дом 33 — усадьба городская;
- Дом 36 — дом Пешехонова;
- Дом 38 — храм Белая Троица.